# Frederick Elmes
Pour les articles homonymes, voir Elmes.
Frederick Elmes, né le 4 novembre 1946 à Mountain Lakes, dans le New Jersey, est un directeur de la photographie américain.

## Biographie
Il étudie à l'American Film Institute, où il rencontre David Lynch, et en sort diplômé en 1972, puis étudie le cinéma à l'université de New York et obtient son diplôme en 1975. Il a collaboré plusieurs fois avec les réalisateurs David Lynch, Jim Jarmusch et Ang Lee. Il a remporté le NSFC Award de la meilleure photographie pour Blue Velvet en 1987 et l'Independent Spirit Award de la meilleure photographie pour Sailor et Lula en 1991 et Night on Earth en 1993. Il fait partie de l'American Society of Cinematographers depuis 1993.

## Filmographie
- 1974 : The Amputee (court-métrage)
- 1977 : Eraserhead
- 1983 : Valley Girl
- 1985 : Broken Rainbow (documentaire)
- 1986 : Le Fleuve de la mort
- 1986 : Blue Velvet
- 1986 : Allan Quatermain et la Cité de l'or perdu
- 1987 : Heaven (documentaire)
- 1988 : Moonwalker
- 1990 : Cold Dog Soup
- 1990 : Sailor et Lula
- 1991 : Night on Earth
- 1993 : Le Saint de Manhattan
- 1997 : Ice Storm
- 1999 : Chevauchée avec le diable
- 2000 : Chain of Fools
- 2001 : Storytelling
- 2002 : Ten Minutes Older (segment Int. Trailer Night)
- 2002 : Mauvais Piège
- 2003 : Hulk
- 2003 : Coffee and Cigarettes (segment Somewhere in California)
- 2004 : Dr Kinsey
- 2005 : Broken Flowers
- 2006 : Un nom pour un autre
- 2008 : Synecdoche, New York
- 2009 : Meilleures Ennemies
- 2009 : Brothers
- 2012 : A Late Quartet
- 2013 : Horns
- 2016 : Paterson de Jim Jarmusch
- 2017 : Wilson de Craig Johnson